# 1er septembre 1986
Le lundi 1er septembre 1986 est le 244e jour de l'année 1986.

## Naissances
- Anthony Allen, joueur anglais de rugby à XV
- Brian Broderick, joueur américain de baseball
- Calais Campbell, joueur américain de football américain
- David Enhco, trompettiste et compositeur français de jazz
- Endra Wijaya, coureur cycliste indonésien
- Francis Kasonde, joueur de football zambien
- Gaël Monfils, joueur de tennis français
- Ilia Shtokalov, Champion olympique russe
- Jean Sarkozy, politicien français
- Julien Rey, joueur de rugby
- Lauri Tukonen, joueur de hockey sur glace finlandais
- Matthias Walkner, pilote autrichien de rallye-raid et de moto-cross
- Mohammed Assaf, chanteur palestinien
- Shahar Zubari, marin israélien
- Sharyhan Osman, chanteuse allemande
- Stella Mwangi, chanteuse norvégienne
- Yevgeniy Ektov, athlète kazakh

## Décès
- Arthur Carr (né le 26 juillet 1910), cavalier britannique de saut d'obstacles
- Georges Barillon (né le 4 décembre 1901), personnalité politique française
- Murray Hamilton (né le 24 mars 1923), acteur américain
- Robert Vigier (né le 5 décembre 1926), joueur français de rugby à XV

## Événements
- La française Jeannie Longo remporte le championnat du monde de cyclisme sur route à Colorado Springs (Etats-Unis)[1].
- Découverte des astéroïdes (18329) 1986 RY4, (4482) Frèrebasile, (6696) Eubanks, (8265) 1986 RB5 et (9304) 1986 RA5
- Création de l'entreprise chilienne Colbún
- Publication du livre Moi, Tina
- Publication du roman Monsieur
- Publication du roman Qui se souvient des hommes...
- Création de l'université des sciences et de la technologie d'Oran - Mohamed-Boudiaf